# Дрейтс, Наталия
Наталия Дрейтс (нидерл. Natalia Druyts, род. 3 декабря 1980, Вестерло, Бельгия), более известная как Наталия — бельгийская певица. В 2003 году участвовала в шоу Idool и заняла второе место.

## Idool 2003
В 2003 году Наталия оказалась на втором месте в шоу idool — конкурсе для вокалистов. Звукозаписывающая компания Sony BMG заметила её и предложила Наталии контракт. В том же году Наталия записала дебютный сингл Without You и второй сингл I’ve Only Begun to Fight, который использовался в фильме Team Spirit 2. В конце 2003 года Дрейтс выпустила в Бельгии дебютный альбом This Time.

## 2004—2006
В 2004 году Наталия выступила на национальном отборочном туре Конкурса Евровидения. Её песня Higher than the Sun оказалась на втором месте. Несмотря на второе место, песня Higher than the Sun стала хитом во Фландрии. Также в 2004 году вышли в свет новые хиты I Want You Back и Risin и был записан второй альбом Back for More. В конце 2005 года Наталия выпустила кавер-версию песни Sisters Are Doing It for Themselves вместе с The Pointer Sisters. В апреле 2005 года Дрейтс выпустила новый сингл Rid of You. Во время репетиции её нового тура, голос Наталии вдруг отказал. Из-за этого ей пришлось отменить тур.

## 2007—2008
В мае 2007 году был выпущен альбом Наталии Everything and More и было продано больше, чем 45 000 экземпляров. Альбом пять недель занимал первое место в фламандских хит-парадах и достиг платинового статуса. В апреле 2007 начался новый тур Everything & More Summer Tour, он состоял из 30 концертов и его посетило около 200 000 зрителей. Также в 2007 году Дрейтс записала песню Where She Belongs для теленовеллы Sara на фламандском канале VTM а также записала сингл Glamorous Вместе с группой En Vogue. В июне 2007 Наталия установила новый Бельгийский рекорд так, как сразу 10 песен в её исполнении попали в Ultratop 100. В октябре 2007 года Наталия выпустила свою биографию Met Hart & Soul. В Январе 2008 года Дрейтс выступила вместе с группой En Vogue и c Шегги в Sportpaleis (Дворец Спорта) в Антверпене. В 2009 году начался новый тур: Natalia Acoustelicious.

## 2009—2011
В январе 2009 года Наталия записала первый сингл нового альбома All or Nothing. Этот сингл стал главной песней фильма Spion van Oranje. Песня All or Nothing была номинирована в голландских Rembrandt Awards. В апреле 2009 года вышел четвёртый альбом Wise Girl, летом начался новый тур The Wise Girl Summer Tour. В 2010 году Наталия записала песню с Gabriel Ríos. Песня называлась Hallelujah и была записана для людей, которые пострадали от землетрясения в Республике Гаити. В том же году Наталия разорвала контракт с Sony BMG. Последний альбом Наталии, который выпустил Sony, был сборником её лучших песен. В сентябре 2010 года Наталия и Анасте́йша вместе записали песню Burning Star. В начале 2011 года начались концерты Natalia meets Anastacia в Дворце Спорта в Антверпене. Наталия также записала песню 1 Minute для фильма Groenten uit Balen. В этом фильме Наталия сыиграла маленькую роль кассирши в супермаркете. В 2011 году Наталия стала членом жури шоу Голос Фландрии.

## 2012—2014
В августе Наталия подписала контракт с Universal Music. В сентябре Дрейтс записала песню Angel вместе с Лайонел Ричи. Второго марта 2013 года Наталия выпустила новый альбом Overdrive, первый сингл этого альбома также называется Overdrive. В мае 2013 года праздновалось десятилетие карьеры Наталии: она дала концерт «10 лет Наталии» в Lotto Arena. В этом же году Наталия начала новый тур Overdrive Summertour. В январе 2014 года Наталия вместе с Sam De Bruyn вела the Music Industry Awards на бельгийском телеканале Eén. Многие критиковали её роль как ведущей программы. Наталия говорила на диалекте, но многие посчитали, что на телевидение — это не допустимо. В мае 2014 года вышел новый сингл Ride Like The Wind, который она потом ещё раз записала на испанском языке. По-испански сингл назывался Cavalgaré. В июне 2014 Наталия начала новый тур: Overdrive Deluxe. Осенью Наталия стала членом жюри программы Голос Дети. В 2014 году Наталия завершила сотрудничество с менеджером Bob Savenberg. Они работали вместе больше 10 лет, но решили разойтись, потому что Наталия хотела начать интернациональную карьеру.

## 2015—2016
Наталия подписала контракт с Absolute P Entertainment. В августе представила новый сингл Smoking Gun. В 2016 году выпустила шестой альбом и новый сингл, оба называются In my blood. Этот новый сингл используется в Американском сериале Empire. Новый альбом включает 13 песен, одна из этих песен это дуэт с певицей Lara Fabian Razorblade.

## Дискография
| Альбом                            | Дата выпуска |
| --------------------------------- | ------------ |
| Wise Girl                         | 24-04-2009   |
| This Time                         | 03-11-2003   |
| Overdrive                         | 26-04-2013   |
| Natalia meets The Pointer Sisters | 2006         |
| In my blood                       | 29-04-2016   |
| Everything & More                 | 28-05-2007   |
| Best of Natalia                   | 15-11-2010   |
| Back for more                     | 30-08-2004   |
| Acoustilicious                    | 09-03-2010   |